# Марковкін Ігор Юрійович
І́гор Ю́рійович Марко́вкін (2003—2023) — український військовослужбовець, учасник російсько-української війни, кавалер ордена «За мужність» III ступеня.

## З життєпису
Народився 2003 року. Фанат київського футбольного клубу «Динамо».
З 24 лютого 2022 року Ігор став на захист Києва — на той час служив в батальйоні «Азов». Через декілька місяців поїхав на схід, захищати країну в складі 3-ї окремої штурмової бригади. Загинув 30 серпня 2023 року в бою під Бахмутом внаслідок прицільного влучання снаряда зі СПГ в його окоп.

## Нагороди
- Орден «За мужність» III ступеня (2024, посмертно)[1].